# 木の本古墳群
木の本古墳群（きのもとこふんぐん）は、埼玉県深谷市西島、城西、原郷、東方にある古墳群である。福川右岸の櫛引台地縁辺部の広い範囲（東西3500メートル）に分布する古墳群で、「幡羅十八塚」とも呼ばれていた。現在はほとんど破壊され、小字名からその存在を推測させるのみとなっている。1969年（昭和44年）に6基（木の本1号〜6号墳）、翌年に6基（7号〜12号墳）が深谷市の史跡に指定された。

## 古墳
- 火の見塚古墳 - 円墳
墳丘から埴輪出土。主体部は箱式石棺で、大刀、鉄鏃と頭骨が赤彩された伸展葬の男性（50歳位）人骨が出土している。この人骨は現在東京大学人類学教室に保管されている。
- 欠下台古墳 - 円墳
径20メートル、高さ2メートル。墳丘から埴輪片が採取されている。石室石材と思われる安山岩片が露出している。
- 森吉古墳 - 方墳
- 木の本1号墳 - 円墳
「妙見山」とも呼ばれている。径35メートル、高さ5メートル。埴輪片が採取されている。
- 木の本2号墳 - 円墳
「地蔵山」とも呼ばれている。径20メートル、高さ5メートル。墳丘北側から埴輪片が大量に採取されている。
- 木の本3号墳 - 円墳
「氏神山」とも呼ばれている。径25メートル、高さ3メートル。個人の住宅内に所在。
- 木の本4号墳
「おとか塚」とも呼ばれている。径10メートルの円墳とされているが、後世の塚である可能性もある。
- 木の本5号墳 - 円墳
「稲荷塚」とも呼ばれている。径15メートル、高さ2.5メートル。明治初期に大刀、刀子および耳環が出土した。
- 木の本6号墳
大部分は破壊されている。
- 木の本7号墳 - 円墳
径30メートル。円筒埴輪、馬型埴輪の鈴が出土。
- 木の本8号墳 - 円墳
「杉町塚」とも呼ばれている。径10メートル、高さ3メートル。
- 木の本9号墳
土塁の可能性あり。
- 木の本10号墳 - 帆立貝形古墳
「おとか塚」とも呼ばれている。全長41メートル、後円部径34メートル、前方部幅10メートル。円筒埴輪、形象埴輪片（女子頭部、馬、ゆぎ等）が出土。6世紀中頃から後半の築造。
- 木の本11号墳 - 円墳
径17メートル、高さ3メートル。
- 木の本12号墳 - 円墳
「天神塚」、「天神山」とも呼ばれている。径13メートル、高さ3メートル。墳丘北側から埴輪片と土師器片が採取されている。
- 木の本13号墳
墳丘は破壊された。埴輪片が採取されている。
- 根岸1号墳 - 円墳
墳丘は破壊されている。内径20メートル、外径29メートル。円筒埴輪と形象埴輪片（ゆぎ、大刀、人物）が採取されている。6世紀中頃の築造。
- 根岸2号墳
墳丘は破壊されている。円筒埴輪、大刀形埴輪、土師器、須恵器が採取されている。